# 山崎高司
山崎 高司（やまざき こうじ、1933年8月10日 - ）は、日本の大蔵官僚。国際通貨基金（IMF）理事、日本総合研究所副理事長などを務めた。

## 来歴
東京府出身。成城中学校・高等学校から東京大学に入学。同大学法学部を卒業し、1957年 大蔵省入省（大臣官房秘書課）。1959年9月からエジンバラ大学で財政学を学び、博士号を修得した。1964年7月 小石川税務署長。
1977年6月 近畿財務局総務部長。1978年6月26日 理財局国庫課長。1980年6月25日 関税局国際第一課長。
1981年5月20日 外務省在英国大使館公使。1984年6月29日 大臣官房審議官（関税局担当）。1986年6月30日 大臣官房付。同年12月22日 国際通貨基金（IMF）理事。1988年3月 退官。
その後は日本輸出入銀行理事、財団法人日本総合研究所副理事長などを務めた。

## 略歴
- 1957年4月：大蔵省入省（大臣官房秘書課）[2][1]。
- 1959年9月：エジンバラ大学へ留学。博士号を修得[1]。
- 1962年2月：大臣官房財務参事官付調査主任[3][2]。
- 1964年7月：小石川税務署長[2][1]。
- 1965年7月：主税局国際租税課長補佐。
- 1967年5月：理財局国債課長補佐。
- 1969年8月：国際金融局国際機構課長補佐（総括・企画・国際機関）[4]。
- 1973年7月：証券局総務課長補佐。
- 1974年7月：大臣官房秘書課長補佐 兼 大臣官房秘書課財務官室長[5]。
- 1975年5月：外務省経済局国際経済第二課長。
- 1977年6月：近畿財務局総務部長。
- 1978年6月26日：理財局国庫課長。
- 1980年6月25日：関税局国際第一課長。
- 1981年5月20日：外務省在英国大使館公使。
- 1984年6月28日：大臣官房付。
- 1984年6月29日：大臣官房審議官（関税局担当）。
- 1986年6月30日：大臣官房付。
- 1986年12月22日：国際通貨基金（IMF）理事。
- 1988年3月：退官。